# Han Kjong-džik
Han Kjong-džik (korejsky 한경직, Han Kjŏng-džik, anglickým přepisem nejčastěji Kyung-Chik Han; 29. prosince 1902 – 19. dubna 2000) byl korejský křesťanský pastor a misionář. Po studiích v Koreji své teologické vzdělání završil na Princeton Theological Seminary v USA. Ordinován byl roku 1933 v Korejské presbyteriánské církvi. Roku 1945 založil v Soulu sbor pro utečence z komunisty ovládaného severu Koreje, jehož pastorem a později emeritním pastorem zůstal až do smrti. Roku 1992 získal Templetonovu cenu; v té době měl jeho sbor (ve světě známý jako Young Nak Presbyterian Church) asi 60 tisíc členů a kolem 500 sesterských sborů po celém světě.